# Kutzenhausen (Frankrijk)
Kutzenhausen (Duits: Kutzenhausen im Elsass) is een gemeente in het Franse departement Bas-Rhin (regio Grand Est) en telt 783 inwoners (1999).
De plaats maakt sinds de oprichting op 1 januari 2015 deel uit van het kanton Reichshoffen in het arrondissement Haguenau-Wissembourg. Tot 1 januari 2015 was het deel van het kanton Soultz-sous-Forêts in het arrondissement Wissembourg, die op die dag beide werden opgeheven.

## Geografie
De oppervlakte van Kutzenhausen bedraagt 7,2 km², de bevolkingsdichtheid is 108,7 inwoners per km².
De gemeente ligt volledig in het Regionaal natuurpark Vosges du Nord.
De onderstaande kaart toont de ligging van Kutzenhausen (Frankrijk) met de belangrijkste infrastructuur en aangrenzende gemeenten.

## Demografie
Onderstaande figuur toont het verloop van het inwonertal (bron: INSEE-tellingen).

## Partnergemeente
De gemeente heeft een partnerschap met de gelijknamige gemeente Kutzenhausen in Beieren.